# Het Hogeland
Het Hogeland (« Le Haut-Pays ») est une commune néerlandaise, située dans le nord de la province de Groningue. Établie le 1er janvier 2019, elle compte 48 006 habitants au 31 janvier 2022. Son village principal et chef-lieu est Uithuizen.
Elle couvre une superficie de 907,58 km2 dont 482,75 km2 de terres.

## Géographie
La commune occupe le nord de la province de Groningue. Baignée par la mer des Wadden au nord, sur laquelle elle comprend le port d'Ems, elle est limitrophe de la province de Frise à l'ouest. Elle comprend également les îles de Rottumeroog, Rottumerplaat, Simonszand et Zuiderduintjes.

### Communes limitrophes
La commune de Het Hogeland est limitrophe de l'Allemagne par la mer.
| Schiermonnikoog (Frise)   |              | Borkum (Basse-Saxe, Allemagne) |
| Noardeast-Fryslân (Frise) | Het Hogeland |                                |
| Westerkwartier            | Groningue    | Eemsdelta                      |

### Carte topographique

Plan détaillé de la commune de Het Hogeland.

## Histoire
La commune est créée le 1er janvier 2019 par la fusion des communes de Bedum, De Marne, Eemsmond et Winsum.